# Équipe de Libye masculine de volley-ball
L'équipe de Libye de volley-ball est l'équipe nationale qui représente la Libye dans les compétitions internationales de volley-ball.  Elle figure au 65e rang dans le classement de la Fédération internationale de volley-ball au 1er octobre 2018. 

## Palmarès
Championnat d'Afrique
- Finaliste : 1979
- Troisième :2023